# Judith Jarvis Thomson
Pour les articles homonymes, voir Thomson.
Judith Jarvis Thomson, née le 4 octobre 1929 à New York et morte le 20 novembre 2020 à Cambridge dans le Massachusetts, est une philosophe libérale américaine spécialisée en morale et métaphysique qui a enseigné au Massachusetts Institute of Technology, où elle fut professeur émérite.

## Biographie
Judith Jarvis Thomson est née à New York, le 4 octobre 1929. Sa mère Helen Jarvis était une professeur d'anglais et son père Theodore Jarvis était comptable. Sa mère est morte quand elle avait 6 ans. 

Judith est diplômée du Hunter College de New York en janvier 1946. 

### Travaux
Judith Jarvis Thomson s'est fait connaître en particulier par un article publié en 1971, intitulé « Une défense de l'avortement » (A Defense of Abortion). Elle procède par analogie (celle d'un « violoniste endormi »), et conclut que « l'avortement (volontaire) ne constitue pas une violation du droit du fœtus à la vie, mais le prive simplement de quelque chose – l'usage du corps de la femme enceinte – auquel il n'a pas de droit particulier ». Ce raisonnement a été contesté par les adversaires de l'avortement libre.

## Distinctions
- 1986 : Bourse Guggenheim ;
- 2015 : Docteur honoris causa de l'université de Cambridge[4] ;
- 2016 : Docteur honoris causa de l'université Harvard[5].